# دوره دوازدهم مجلس نمایندگان افغانستان
دوره دوازدهم مجلس نمایندگان افغانستان در سال ۱۳۴۴ گشایش یافت و در سال ۱۳۴۷ این دوره مجلس به پایان رسید.

## اقدامات
مجلس نمایندگان افغانستان بر اساس قانون اساسی جدید که در سال ۱۳۴۳ به تصویب رسیده بود تا حدودی حق شرکت داشتن در امور تشکیل دولت و کنترل فعالیت آن را بدست آورده بود. اعضای مجلس نمایندگان می‌توانستند دولت را استیضاح کرده و از صدراعظم یا وزرا راجع به موضوعات معیّن سؤال نمایند. همچنین با پیشنهاد یک سوم نمایندگان مجلس، جهت تحقیق و بررسی فعالیت‌های دولت و اقدامات آن یک انجمن تحقیق تعیین شود. بر اساس قانون اساسی سال ۱۳۴۳، پارلمان افغانستان به دو مجلس به نام‌های مجلس عیان (مجلس سنا - مشرانو جرگه) و مجلس عوام (مجلس نمایندگان - ولسی جرگه) تقسیم گردید.

### اقدامات تقنینی

#### مسائل داخلی مجلس:[۱]
- تصویب راجع به انتخاب و تعیین هیئت اداری.
- تصویب راجع به تدویر جلسه رأی اعتماد به دولت بصورت علنی.
- تصویب راجع به توزیع کارت اشتراک در جلسات شورای ملی برای سامعین.
- تصویب دربارهٔ انتخاب انجمنی به منظور غوربر موضوع ماشین‌های دولتی.

##### کمیسیون‌ها:[۱]
- کمیسیون مالی و بودجه
- کمیسیون تطبیق و مراقبت قوانین و سمع شکایات
- کمیسیون روابط بین‌المللی
- کمیسیون تشکیلات اساسی و پلان انکشافی
- کمیسیون تقنین و امور عدلی
- کمیسیون امور داخله و اداره محلی
- کمیسیون امور دفاع ملی
- کمیسیون امور زراعت و مالداری
- کمیسیون امور صحیه
- کمیسیون امور تجارت

##### انجمن‌ها:[۱]
- انجمن امور فواید عامه و مواصلات
- انجمن امور معادن و صنایع
- انجمن امور فرهنگی

## هیئت اداری
در این دوره مجلس نمایندگان اعضای هیئت رئیسه را انتخاب کردند.
رئیس: دکتر عبدالظاهر نماینده مرکز لغمان.
معاون اول: محمد اسماعیل (مایار) نماینده ولسوالی چک وردک.
معاون دوم: نظر محمد (نوا) نماینده مرکز ولایت فاریاب.
منشی اول: محمد شاه ارشاد نماینده ولسوالی بگرام، ولایت پروان.
منشی دوم: محمد اسحاق هلالی نماینده ولسوالی گلستان، ولایت فراه